# 河口水库
河口水库是中国陕西省榆林市境内的一座水库，位于榆溪河支流白河上，建于1959年。

## 特点
水库正常库容为3900万立方米，平均水深为2.00米，集雨面积为1400平方千米，海拔为1243.5米。